# Loretz-d’Argenton
Loretz-d’Argenton ist eine französische Gemeinde mit 2.590 Einwohnern (Stand: 1. Januar 2022) im Département Deux-Sèvres in der Region Nouvelle-Aquitaine. Sie gehört zum Arrondissement Bressuire und zum Kanton Le Val de Thouet.
Sie entstand als Commune nouvelle mit Wirkung vom 1. Januar 2019 durch die Zusammenlegung der bisherigen Gemeinden Argenton-l’Église und Bouillé-Loretz, die in der neuen Gemeinde den Status einer Commune déléguée haben. Auch die seit 1973 als Commune associée mit Argenton-l’Église verbundene ehemalige Gemeinde Bagneux wurde in der neuen Gemeinde zur Commune déléguée. Der Verwaltungssitz befindet sich im Ort Argenton-l’Église.

## Gliederung
| Ortsteil                              | ehemaliger INSEE-Code | Fläche (km²) | Einwohnerzahl (2016) |
| ------------------------------------- | --------------------- | ------------ | -------------------- |
| Argenton-l’Église (Verwaltungssitz)00 | 79014                 | 25,86        | 1410                 |
| Bagneux                               | 79026                 | 25,86        | 0220                 |
| Bouillé-Loretz                        | 79043                 | 26,78        | 1044                 |

## Sehenswürdigkeiten
- Kirche Saint-Pierre-ès-Liens in Bouillé-Loretz

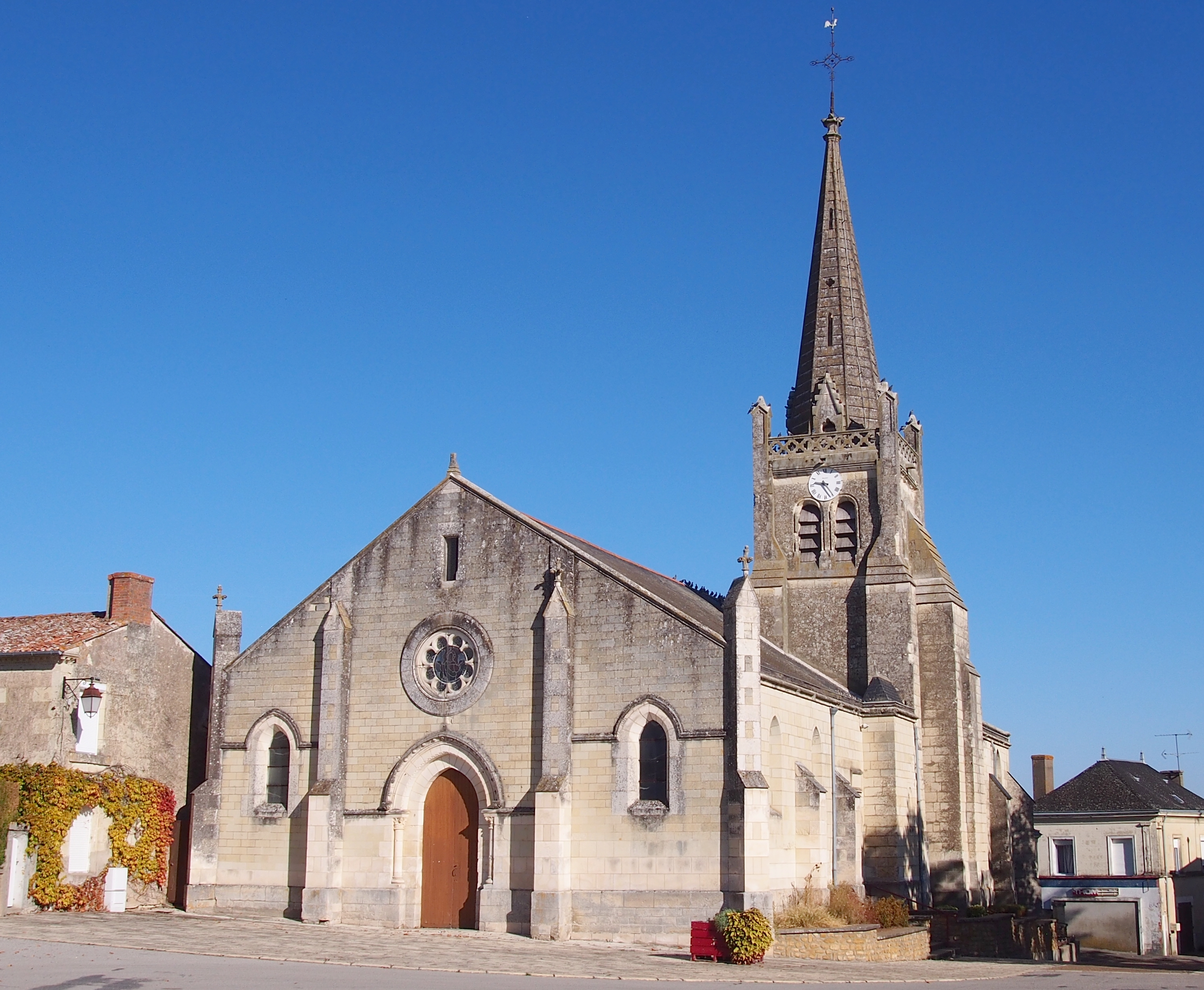
Kirche Saint-Pierre-ès-Liens